# فرديناند أوليفر بورشه
فرديناند أوليفر بورشه (بالألمانية: Ferdinand Oliver Porsche)‏ هو محامي ألماني، ولد في 13 مارس 1961 في شتوتغارت في ألمانيا.

## وصلات خارجية
- فرديناند أوليفر بورشه على موقع مونزينجر (الألمانية)